# Joseph N. Ermolieff
Joseph N. Ermolieff, eigentlich Iossif Nikolajewitsch Jermoljew (* 24. März 1889 in Moskau, Russisches Kaiserreich; † 20. Februar 1962 in Los Angeles, USA) war ein russischer Filmproduzent mit Karrieren im zaristischen Russland, in Westeuropa und in den Vereinigten Staaten.

## Leben und Wirken
Der gebürtige Iossif Nikolajewitsch Jermoljew war der bedeutendste und ambitionierteste Filmproduzent im Zarenreich. Er stieß im Jahre 1907 zum Film als Angestellter der Moskauer Filiale der französischen Produktionsfirma Pathé. 1912 war Jermoljew Mitbegründer des in Rostow am Don angesiedelten Filmverleihs Jermoljew, Sarchin & Sjegjel, drei Jahre darauf übersiedelte er nach Moskau. Dort gründete Iossif Jermoljew eine eigene Produktionsfirma, die die führenden russischen Regisseure und Schauspieler – Hausstar wurde Iwan Mosschuchin – verpflichtete.
Infolge der Oktoberrevolution ging der zaristische Starproduzent mit faktisch seiner gesamten Belegschaft (Kameraleute, Architekten, Drehbuchautoren und Schauspieler) im Frühjahr 1919 über die (von belarussischen Garden gehaltene) Krim und Istanbul nach Westeuropa und siedelte sich in Paris an. In der französischen Hauptstadt arbeitete der Exilrusse zunächst als Herstellungsleiter bei der Gaumont Franco Films und baute unter der frankophonen Fassung seines Namens, Jacques Ermolieff, erneut eine Produktionsfirma (Les Films Ermolieff, später Productions Albatros) auf. Dort scharte er in der Folgezeit faktisch alle exilrussischen Filmemigranten Westeuropas um sich. Viele der in Frankreich produzierten Ermolieff-Filme liefen auch mit Erfolg in Deutschland und Österreich. Während seine französische Firma weiterproduzierte, übersiedelte Ermolieff 1922 für einige Jahre nach München, um dort ein weiteres Studio zu installieren, und gründete im Oktober die kurzlebige Ermolieff-Film GmbH (1922–1923) in Berlin. Von 1924 bis 1927 leitete er als Nachfolger von Paul Pigeard die Universal-Film Compagnie GmbH.
Seine Stummfilm-Adaption (1926, mit Iwan Mosjukin) und die spätere Tonfilm-Version von Der Kurier des Zaren mit Adolf Wohlbrück in der Titelrolle waren auch international große Erfolge. Am 29. Juni 1936 (Ankunftsdatum) reiste Ermolieff erstmals in die Vereinigten Staaten, mit der Absicht, eine amerikanische Fassung von Der Kurier des Zaren unter dem Titel The Soldier and the Lady herzustellen, wiederum mit Wohlbrück als Hauptdarsteller. 
Nach seiner Rückkehr nach Frankreich produzierte er einen französischen Film und stellte davon auch eine deutsche Fassung (Ab Mitternacht) her. Es sollte seine letzte europäische Arbeit werden. Am 7. Juni 1937 (Ankunft in New York City) übersiedelte Ermolieff endgültig nach Amerika und ließ sich 1942 in Los Angeles als Joseph Ermolieff einbürgern. In Hollywood konnte er jedoch nur sehr schwer Fuß fassen. Nach dem Zweiten Weltkrieg produzierte er für Hollywood zwei exotische Legionärsstoffe mit Schauplatz Nordafrika.

## Filmografie
- 1915: Peterburgskije trutschkobi
- 1916: Pljaska smerti
- 1916: Pikowaja dama
- 1916: Schkwal
- 1916: Kulissi ekrana
- 1916: Na wiertschine slawi
- 1917: Ni nado kruwi
- 1917: Pater Sergius (Otiez Sergej)
- 1918: Wlast tmi
- 1921: Arabische Nächte (Les contes des mille et une nuits)
- 1922: Das geheimnisvolle Haus (La maison du mystère)
- 1922: Ehegeschichten (Le brasier ardent)
- 1923: Verlöschende Fackel (Kean)
- 1923: Die Liebe triumphiert (Le chant de l’amour triomphant)
- 1923: Ihr Fehltritt
- 1923: La dame masquée
- 1924: Le lion des mogols
- 1924: Tiefen der Großstadt
- 1924: Taras Bulba (2 Teile)
- 1924: Der galante Prinz (Le prince charmant)
- 1925: Künstlerblut (Âme d’artiste)
- 1925: La cible
- 1926: Der Kurier des Zaren (Michel Strogoff)
- 1928: Wolga-Wolga
- 1929: Der Graf von Monte Christo (Monte Cristo)
- 1931: Bouboule: Der Ritter vom Steuer (La bande à Bouboule, künstlerische Oberleitung)
- 1932: Das Mädel vom Montparnasse
- 1932: Embrassez-moi (Künstlerische Oberleitung)
- 1933: Nackt wie Adam (Nu comme un ver)
- 1933: La mille et deuxième nuit (auch Drehbuch)
- 1934: Karneval des Lebens (L'enfant du carnaval)
- 1936: Der Kurier des Zaren
- 1937: The Soldier and the Lady
- 1937: Nuits de prince (auch dt. Vers.: Ab Mitternacht)
- 1949: Aufruhr in Marokko (Outpost in Morocco)
- 1953: Brennpunkt Algier (Fort Algiers)